# عايز حقي (فلم)
عايز حقي فيلم مصري كوميدي من إنتاج عام 2003 بطولة هاني رمزي وهند صبري وعصام كاريكا وحجاج عبد العظيم ولطفي لبيب. وقد ظهر عبد المنعم مدبولي في مشهد واحد كضيف شرف وكان هذا هو الظهور قبل الأخير له على شاشة السينما قبل وفاته عام 2006 (حيث كان الظهور الأخير في فيلم أريد خلعاً بطولة أشرف عبد الباقي وحلا شيحا عام 2005).
ويتحدث عن قضية بيع القطاع العام ويدعم الحفاظ على البلد وعدم التفكير في ذلك.

## قصة الفيلم
يقرأ السائق صابر الطيب نص الدستور المصري الذي يقر أن من حق أي مواطن جزءًا من الملكية العامة، فيرفع قضية مطالبا بحقه في المال العام، وأن يحصل على شقة يتزوج فيها، يتم القبض عليه بتهمة تحريض الجماهير، يحصل على الحكم بالبراءة من القضية كي ينادى ببيع الوطن، عن طريق التوكيلات التي يرسلها المواطنون إليه بأحقيته في بيع حقهم في الوطن. تعرض أحد المحطات الفضائية طلبا على صابر أن يمنحهم تفويضا بمتابعة القضية وترسله مع زوجته وفاء إلى شرم الشيخ، بينما تتهافت المؤسسات العالمية على شراء حق المواطنين المصريين في بيع حقهم في الوطن، تنفصل وفاء عن زوجها الذي يلتقى برجل عجوز يحدثه عن عواد الذي باع أرضه، وفقدها إلى الأبد، ويقرر صابر أن يعود عن مشروعه بينما يحدث انقسام بين الناس حول بيع حقوقهم من عدمه.

## بطولة
- هاني رمزي : صابر الطيب
- هند صبري : وفاء
- عصام كاريكا : أبو الشوق كاديلاك
- حجاج عبد العظيم : المحامي حسين
- لطفي لبيب : أبو وفاء
- عبد الله مشرف : المعلم فلفل

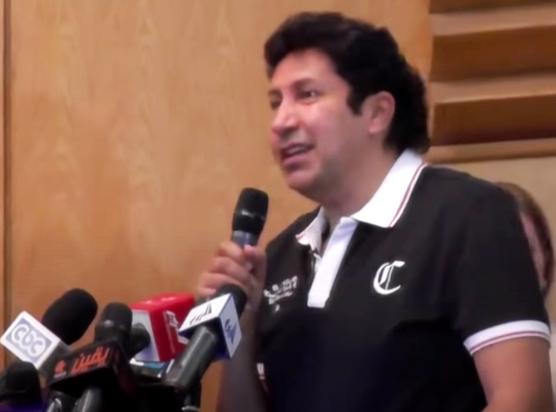
هاني رمزي (2014)

- عبد المنعم مدبولي : أبو حسن الصياد
- وحيد سيف : رئيس الوزراء
- أنعام سالوسة : والدة صابر
- حمدي هيكل : النائب العام
- حنان الطويل : موظفة في مكتب الشهر العقارى
- سامح حسين : سيحة القهوجي
- نادية العراقية : ضيف شرف
- حسن الديب : مدير الشهر العقاري
- فؤاد خليل : صاحب التاكسيات
- خيري حسن : مذيع نشرة الأخبار
- محمد محمد : مشجع صابر الطيب
- حازم وهبة : ضابط الشرطة
- شريف الجمل : ضابط أمن الدولة
- دعاء طعيمة : محامية
- حسن كفتة : خال صابر

بالإضافة إلى : يوسف العسال - هاني الصباغ - فلك نور - سميرة الهوارى - هدى الصيفي - نعمات عبد الناصر - على الباجورى - اشرف محمد - عمرو المصري - محمد أبو عيسى - عمرو أبو النصر - جمال فرج - مجدي شاكر - الياس حنا - إسلام وافي - محمد كمال - محمد مرزوق - فتحي سعد - ولاء الأمير - هناء حامد - بوسي إكرام - رغدة - خالد الطاهر - عماد إمام - محمد روشه - زينب الفيومي - أحمد حسن - وليد عاشور
- الأطفال:إسلام ممدوح - عصام محمود يوسف - أحمد مراد محمد - فريد محمد:طفل

## روابط خارجية
- مقالات تستعمل روابط فنية بلا صلة مع ويكي بيانات